# 俞作豫
俞作豫（1901年—1930年9月6日），中国广西省北流县人，中国工农红军高级将领，中国共产党革命烈士。他是新桂系将领俞作柏之弟，著名将领李明瑞表弟。

## 生平
俞早年考入讲武堂，毕业后在桂系军队中累迁至营长，后随部加入国民革命军。1925年，率部参加对邓本殷的进攻，攻克高州，立下战功。1926年任国民革命军第七军团长，参加北伐。
1927年10月，俞加入中国共产党。12月11日，参加广州暴动，失败后回乡进行秘密活动。1928年，任中共北流县委书记。1929年，蒋桂战争爆发，俞作柏和李明瑞因反桂有功，取得了广西的统治权，俞作豫受命参加其政权，促使俞、李与中共展开合作，任南宁警备区司令。
1929年10月1日，俞作柏、李明瑞配合张发奎反对蒋介石，旋失败。俞配合邓小平、陈豪人等人迅速掌握了南宁驻军，发动南宁兵变。1930年2月1日，俞参加龙州起义，任红八军军长，3月20日，战败後流亡香港。同年8月9日俞作豫率領紅八軍再度參與果化戰鬥被俘。9月6日，俞被枪决于广州。
1985年，在今北流市城东北田螺岭建成李明瑞、俞作豫烈士纪念馆。由钟夫翔题写馆名。追认他为革命烈士的具体单位不详。